# Canon galiléen

Schéma de canon galiléen.

Le canon galiléen, ou canon de Galilée (Galilean cannon) est
un montage permettant d'illustrer la notion physique de quantité de mouvement. Il est nommé en l'honneur de Galilée.
Le montage consiste à placer des ballons les uns par-dessus les autres en ordre croissant de taille de haut en bas. L'idée est que lorsque le montage est laissé en chute libre, en atteignant le sol, l'énergie cinétique des ballons du bas est transférée à ceux du haut. Le plus petit ballon rebondira ainsi beaucoup plus haut que la hauteur de départ du montage, ce qui est un résultat contre-intuitif pour la plupart des gens.

## Variantes
La principale difficulté rencontrée lors de la démonstration est de garder stable la configuration des ballons lors de la chute initiale. Plusieurs variantes du montage ont été proposées avec le temps,.
Il est également possible de faire la démonstration à l'aide de seulement un ballon et une balle (typiquement, un ballon de basket-ball et une balle de tennis).

## Records
Le record Guinness du plus grand canon galiléen appartient au physicien Brian Greene. Celui-ci l'a présenté lors d'un épisode de The Late Show with Stephen Colbert diffusé le 25 mai 2016.

## Manufacture
Un canon galiléen est vendu sous le nom d'Astroblaster par la compagnie Edmund Scientific Corporation (en),.